# Galerie Hondsbësch

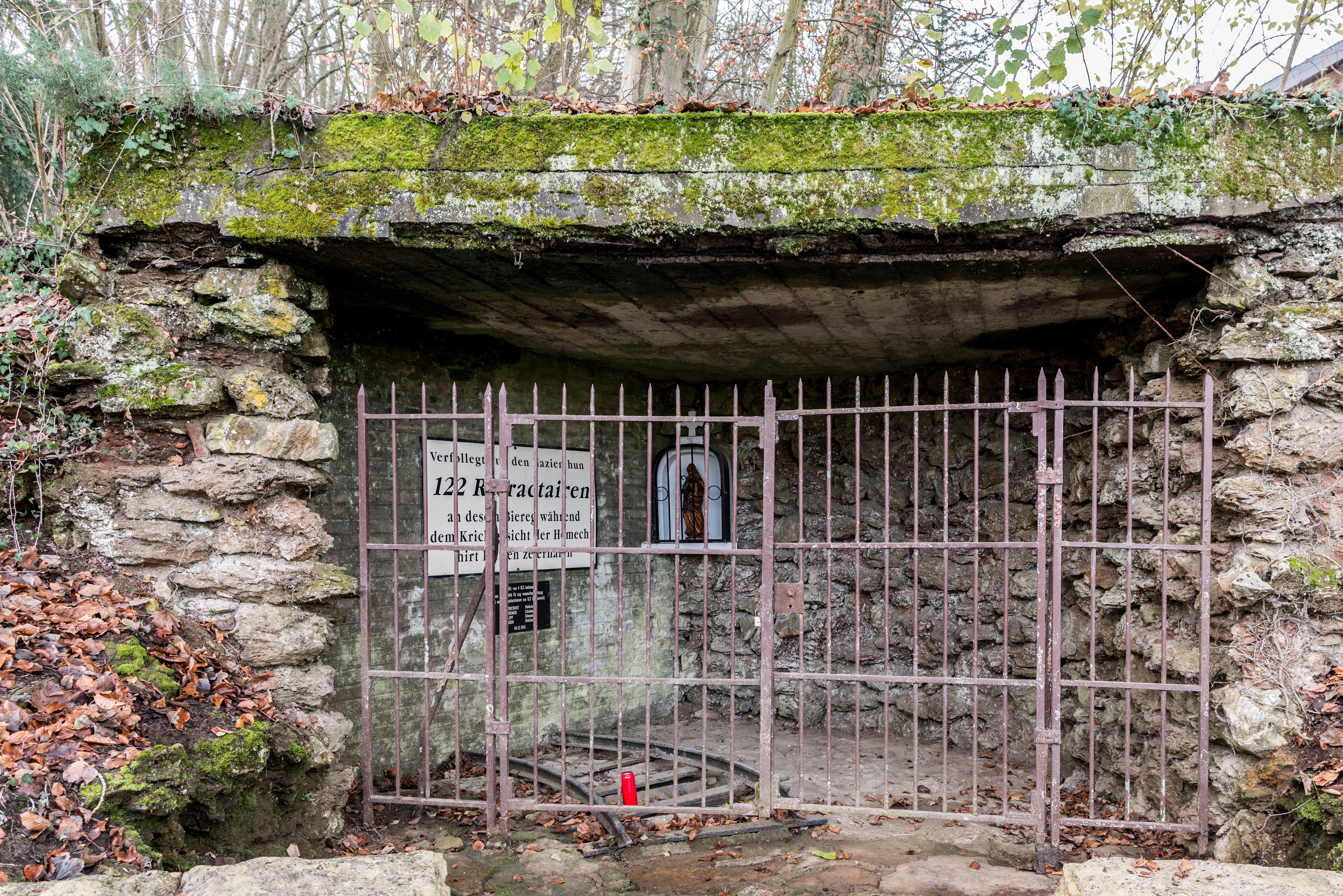
Monument in Niederkorn

Die Galerie Hondsbësch bei Niederkorn in der Gemeinde Differdingen war ein stillgelegter Bergwerksteil, der während der Zeit der deutschen Besetzung Luxemburgs jungen Männern, die sich der völkerrechtswidrigen Zwangsrekrutierung zur deutschen Wehrmacht entziehen wollten, als Versteck diente.

## Geschichte
Wegen der hohen Menschenverluste der Wehrmacht an der Ostfront wurde die Wehrpflicht im CdZ-Gebiet Luxemburg am 30. August 1942 durch den Chef der Zivilverwaltung Gustav Simon angekündigt. Viele Zwangsrekrutierte versuchten, sich dem Wehrdienst zu entziehen, indem sie sich bei Verwandten, Freunden, Bekannten sowie bei anderen Luxemburger Patrioten versteckten. Der größte Unterschlupf in Luxemburg befand sich in der teilweise stillgelegten Grube Hondsbësch bei Niederkorn, wo zeitweilig 122 Flüchtige untertauchten.

## Erinnerung

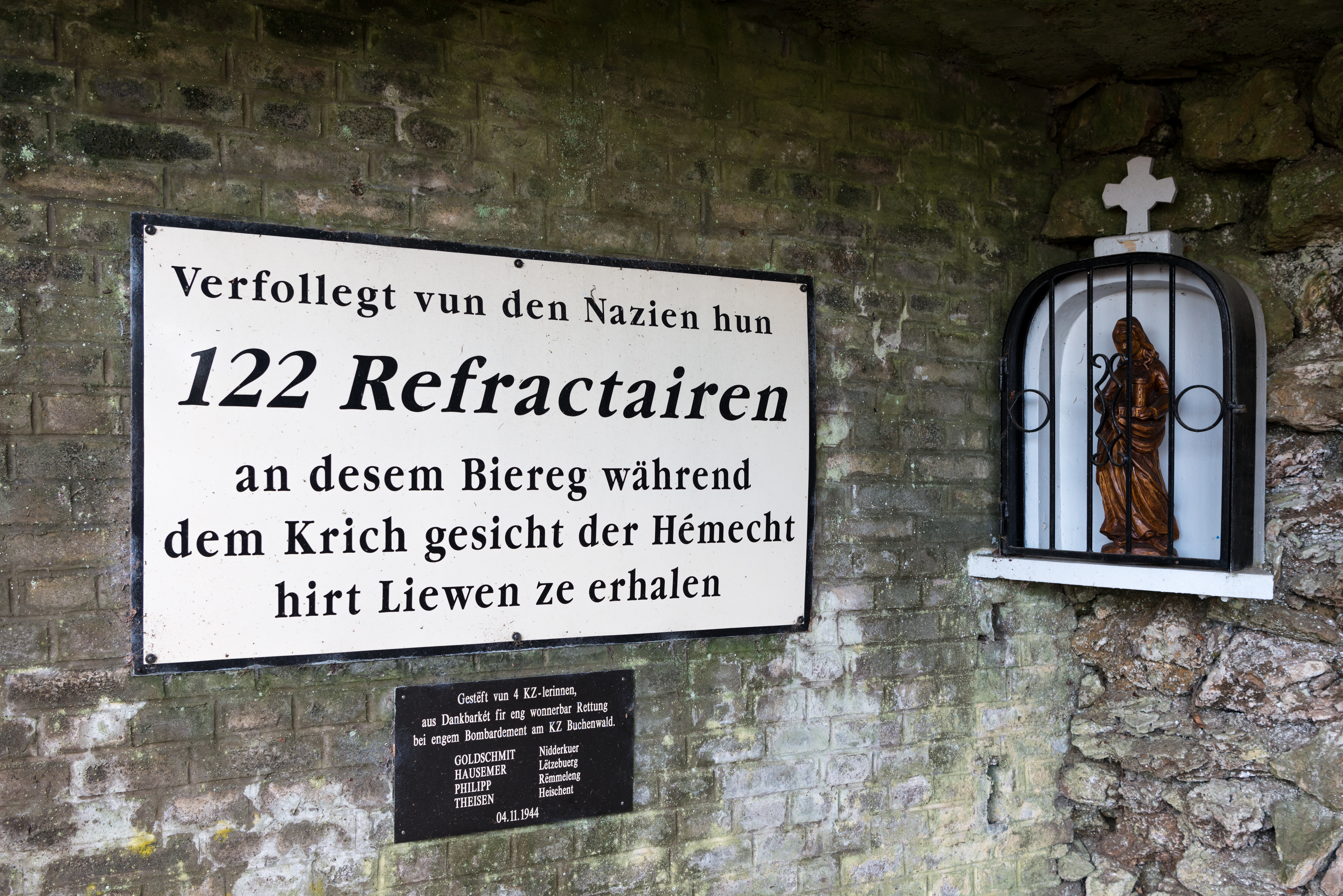
Inschrift am Monument in Niederkorn

Nach dem Krieg erhielten die Unterstützer der untergetauchten Wehrpflichtigen die „Médaille de la Reconnaissance Nationale“.
In Lasauvage wurde das Espace Muséologique gegründet, in dem das Leben der Untergetauchten in der Galerie Hondsbësch beschrieben wird.